# 海员协议条款公约
海员协议条款公约(英語：Seamen's Articles of Agreement Convention)是1926年6月24日第九届国际劳工大会通过的一项公约，是国际劳工组织第22号公约(C022)。公约于1928年4月4日生效。

## 内容
公约规范了船主（或其代表）与海员双方签订的海员协议条款。
公约（第六条）规定了协议应载明的项目，如海员姓名，订立协议的地点日期，船舶名称，船员人数，承担航程，海员职务，上船的地点日期，给养标准，工资数额，终止条件等。
公约（第七条、第八条）还规定了缔约国法律应规定船主（船长）得立即解雇海员的情况和海员得要求立即解雇得情况等。

## 批准情形
截至目前，已有60个国家批准该公约，但包括中国在内的大部分缔约国根据2006年海事劳工公约自动退出了本公约，目前公约仅对16个国家生效。